# Corral de Calatrava
Corral de Calatrava település Spanyolországban, Ciudad Real tartományban. Corral de Calatrava Alcolea de Calatrava községgel határos. Lakosainak száma 1128 fő (2024).

## Népesség
A település népessége az elmúlt években az alábbi módon változott:
| Lakosok száma | 1283 | 1262 | 1278 | 1257 | 1172 | 1150 | 1134 | 1123 | 1102 | 1128 |
|               | 2001 | 2004 | 2006 | 2009 | 2011 | 2014 | 2016 | 2019 | 2021 | 2024 |